# Nowa Wieś (Trachy)
Nowa Wieś – kolonia wsi Trachy w Polsce, położona w województwie śląskim, w powiecie gliwickim, w gminie Sośnicowice.
W latach 1975–1998 kolonia administracyjnie należała do województwa katowickiego.